# 말카타

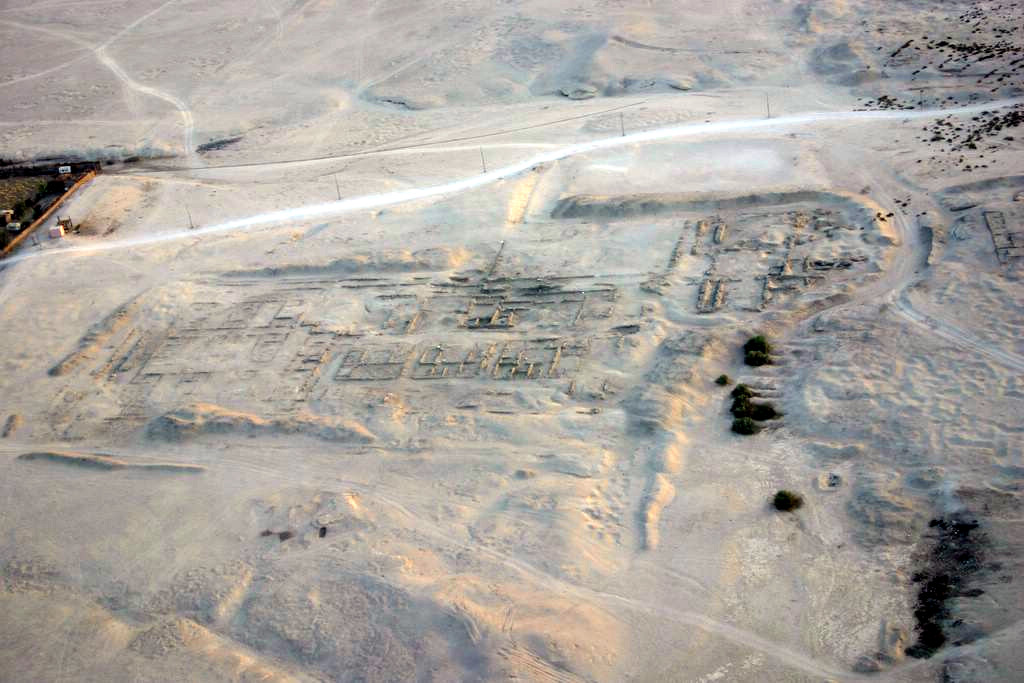
고대 이집트 궁전인 말카타 유적지, 북쪽이 사진의 위쪽이다

말카타(Malkata)는 아멘호텝 3세가 건축한 거대 왕궁으로, 그와 그의 가족들이 거주하였다.
위치는 메디네트 하부의 남쪽이다. 말카타는 훌륭한 건축물이지만, 대부분이 파괴가 되었고, 형태를 파악하기 어렵다.